# Двійкова купа

Приклад повної двійкової максимальної купи. Наведено її представлення у вигляді масива.

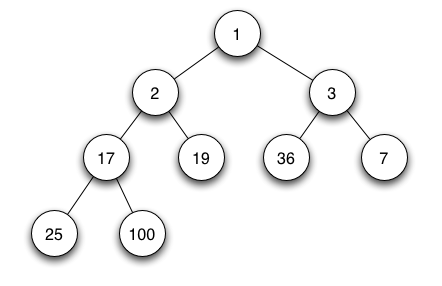
Приклад повної двійкової мінімальної купи.

Двійкова купа (англ. binary heap) — це структура даних, що є масивом, який можна розглядати як майже повне двійкове дерево. Кожен вузол цього дерева відповідає певному елементу масива. На всіх рівнях, крім, можливо останнього, дерево повністю заповнене (заповнений рівень — такий, що містить максимально можливу кількість вузлів). Останній рівень заповнюється послідовно зліва направо до тих пір, доки в масиві не закінчаться елементи.
Для масиву A у корені дерева знаходиться елемент A[1]. Далі дерево будується за наступним принципом: якщо якомусь вузлу відповідає індекс i, то індекс його батьківського вузла обчислюється за допомогою процедури Parent(i), індекс лівого дочірнього вузла — за допомогою процедури Left(i), а індекс правого дочірнього вузла — за допомогою процедури Right(i):
```
Parent(i)
    
return
 

  

    

      

        
⌊

        

        
i

        

          
/

        

        
2

        
⌋

      

    

    
{\displaystyle \lfloor \;i/2\rfloor }

  

Left(i)
    
return
 

  

    

      

        
2

        
i

      

    

    
{\displaystyle 2i}

  

Right(i)
    
return
 

  

    

      

        
2

        
i

        
+

        
1

      

    

    
{\displaystyle 2i+1}

  

```

Розглядають два види бінарних куп: неспадні і незростаючі. В обох видах значення, що розташовані у вузлах купи, задовільняють властивості купи (англ. heap property).
Властивісь незростаючої купи (англ. max-heap property) полягає в тому, що для кожного вузла крім кореневого виконується нерівність:
{\displaystyle A[Parent(i)]\geqslant A[i]}.
Іншими словами, значення вузла не перевищує значення батьківського вузла. Таким чином найбільший елемент знаходиться в корені дерева.
Принцип побудови неспадної купи (англ. min-heap) протилежний. Властивість неспадної купи (англ. min-heap property) полягає в тому, що кожен елемент крім кореневого є неменшим за свій батьківський елемент:
{\displaystyle A[Parent(i)]\leqslant A[i]}.

## Підтримка властивостей купи
Підтримку властивості купи можна здійснювати за допомогою процедури Max_Heapify (для незростаючих бінарних куп). На вхід подається масив A й індекс i цього масиву. При виклику процедури Max_Heapify припускається, що бінарні дерева, коренями яких є елементи Left(i) і Right(i) є незростаючими купами, але сам елемент A[i] може бути меншим за його дочірні елементи і тим самим порушувати властивість незростаючої купи. Процедура Max_Heapify спускає значення елемента A[i] вниз по купі до тих пір, доки дерево в якому цей елемент буде коренем не стане незростаючою бінарною купою:
```
Max_Heapify(
A
,
i
)

 1 

  

    

      

        
l

        
←

        

        
L

        
e

        
f

        
t

        
(

        
i

        
)

      

    

    
{\displaystyle l\gets \;Left(i)}

  

 2 

  

    

      

        
r

        
←

        

        
R

        
i

        
g

        
h

        
t

        
(

        
i

        
)

      

    

    
{\displaystyle r\gets \;Right(i)}

  

 3 
if
 

  

    

      

        
l

        
≤

        

        
h

        
e

        
a

        
p

        
_

        
s

        
i

        
z

        
e

        
[

        
A

        
]

      

    

    
{\displaystyle l\leq \;heap\_size[A]}

  

 
and
 

  

    

      

        
A

        
[

        
l

        
]

        
>

        
A

        
[

        
i

        
]

      

    

    
{\displaystyle A[l]>A[i]}

  

 4     
then
 

  

    

      

        
l

        
a

        
r

        
g

        
e

        
s

        
t

        
←

        

        
l

      

    

    
{\displaystyle largest\gets \;l}

  

 5     
else
 

  

    

      

        
l

        
a

        
r

        
g

        
e

        
s

        
t

        
←

        

        
i

      

    

    
{\displaystyle largest\gets \;i}

  

 6 
if
 

  

    

      

        
r

        
≤

        

        
h

        
e

        
a

        
p

        
_

        
s

        
i

        
z

        
e

        
[

        
A

        
]

      

    

    
{\displaystyle r\leq \;heap\_size[A]}

  

 
and
 

  

    

      

        
A

        
[

        
r

        
]

        
>

        
A

        
[

        
l

        
a

        
r

        
g

        
e

        
s

        
t

        
]

      

    

    
{\displaystyle A[r]>A[largest]}

  

 7     
then
 

  

    

      

        
l

        
a

        
r

        
g

        
e

        
s

        
t

        
←

        

        
r

      

    

    
{\displaystyle largest\gets \;r}

  

 8 
if
 

  

    

      

        
l

        
a

        
r

        
g

        
e

        
s

        
t

        
≠

        

        
i

      

    

    
{\displaystyle largest\neq \;i}

  

 9     
then
 Swap 

  

    

      

        
A

        
[

        
i

        
]

        
↔

        

        
A

        
[

        
l

        
a

        
r

        
g

        
e

        
s

        
t

        
]

      

    

    
{\displaystyle A[i]\leftrightarrow \;A[largest]}

  

 10         Max_Heapify(
A
,
largest
)
```

Час роботи процедури в найгіршому випадку пропорційний висоті купи. Якщо купа складається з n елементів, то її висота log2(n) . Тому оцінка часу роботи одного виклику Max_Heapify є O(log n).
Для підтримки властивості неспадної бінарної купи можна скористатись процедурою Min_Heapify. Вона повністю подібна до Max_Heapify, тільки в рядках 3 і 6 алгоритму знак «>» треба замінити на «<».

## Побудова купи
За допомогою процедури Max_Heapify можна перетворити масив A[1..n], де n = length[A], у незростаючу купу. Всі елементи підмасиву {\displaystyle A[(\lfloor \;n/2\rfloor \;+1)..n]} є листами дерева, тому кожен з них можна вважати одноелементною купою, з якої можна почати процес побудови. Процедура Build_Max_Heap проходить по всіх інших вузлах і для кожного з них виконує процедуру Max_Heapify:
```
Build_Max_Heap(
A
)

1 

  

    

      

        
h

        
e

        
a

        
p

        
_

        
s

        
i

        
z

        
e

        
[

        
A

        
]

        
←

        

        
l

        
e

        
n

        
g

        
t

        
h

        
[

        
A

        
]

      

    

    
{\displaystyle heap\_size[A]\gets \;length[A]}

  

2 
for
 

  

    

      

        
i

        
←

        

        
⌊

        

        
l

        
e

        
n

        
g

        
t

        
h

        
[

        
A

        
]

        

          
/

        

        
2

        
⌋

      

    

    
{\displaystyle i\gets \;\lfloor \;length[A]/2\rfloor }

  

 
downto
 1
3     
do
 Max_Heapify(
A
,
i
)
```

По завершенню роботи процедури, масив A організується в незростаючу купу. Час роботи процедури Build_Max_Heap можна записати так:
{\displaystyle O\left(n\sum _{h=0}^{\lfloor \;\log _{2}n\rfloor }{\frac {h}{2^{h}}}\right)=O\left(n\sum _{h=0}^{\infty }{\frac {h}{2^{h}}}\right)=O(n)}
Для створення неспадної купи, необхідно замінити у третьому рядку алгоритму виклик Max_Heapify на Min_Heapify.

## Алгоритм впорядкування купою
Робота алгоритму сортування купою починається з виклику процедури Build_Max_H, за допомогою якої з початкового масиву A[1..n] створюється незростаюча купа. Далі послідовно з купи виймається найбільший елемент, який міняють з останнім в купі. Після кожного обміну розмір купи зменшують на одиницю. В кінці отримують повністю відсортований неспадний масив:
```
Heapsort(
A
)
1 Build_Max_Heap(
A
)
2 
for
 

  

    

      

        
i

        
←

        

        
l

        
e

        
n

        
g

        
t

        
h

        
[

        
A

        
]

      

    

    
{\displaystyle i\gets \;length[A]}

  

 
downto
 2
3     
do
 Поміняти 

  

    

      

        
A

        
[

        
1

        
]

        
↔

        

        
A

        
[

        
i

        
]

      

    

    
{\displaystyle A[1]\leftrightarrow \;A[i]}

  

4        

  

    

      

        
h

        
e

        
a

        
p

        
_

        
s

        
i

        
z

        
e

        
[

        
A

        
]

        
←

        

        
h

        
e

        
a

        
p

        
_

        
s

        
i

        
z

        
e

        
[

        
A

        
]

        
−

        
1

      

    

    
{\displaystyle heap\_size[A]\gets \;heap\_size[A]-1}

  

5        Max_Heapify(
A
,1)
```

Час роботи процедури Heapsort рівний O(n log n), оскільки всього потрібно n-1 викликів Max_Heapify, кожен з яких працює за O(log n).

## Черга з пріоритетами
Для того, щоб реалізувати на купі операції черги з пріоритетами використовують ще одну допоміжну процедуру Un_Max_Heapify(A,i). Ця процедура підтримує властивість незростаючої купи (аналогічно Un_Min_Heapify(A,i) для неспадної купи), за умови якщо властивість купи порушується в елементі з індексом i — він може бути більшим за батьківський елемент. При цьому припускається, що в усіх інших елементах властивість виконується і батьківський елемент i-го більший кожного з нащадків i-го елемента. Процедура «піднімає» елемент угору по дереву доти, доки він не перестане порушувати властивість купи:
```
Un_Max_Heapify(
A
,
i
)
1 
if
 i = 1
2    
then return

3 
if
 A[Parent(i)]<A[i]
4    
then
 Поміняти 

  

    

      

        
A

        
[

        
P

        
a

        
r

        
e

        
n

        
t

        
(

        
i

        
)

        
]

        
↔

        

        
A

        
[

        
i

        
]

      

    

    
{\displaystyle A[Parent(i)]\leftrightarrow \;A[i]}

  

5         Un_Max_Heapify(
A
,Parent(i))
```

Час роботи процедури є {\displaystyle O(logn)}.
Процедура черги з пріоритетами Insert реалізується таким чином: в кінець купи дописується один елемент (при цьому розмір купи збільшується на 1), потім за допомогою Un_Max_Heapify цей елемент піднімається на необхідний рівень.
```
Insert(
A
,
x
)
1 

  

    

      

        
h

        
e

        
a

        
p

        
_

        
s

        
i

        
z

        
e

        
[

        
A

        
]

        
←

        

        
h

        
e

        
a

        
p

        
_

        
s

        
i

        
z

        
e

        
[

        
A

        
]

        
+

        
1

      

    

    
{\displaystyle heap\_size[A]\gets \;heap\_size[A]+1}

  

2 

  

    

      

        
A

        
[

        
h

        
e

        
a

        
p

        
_

        
s

        
i

        
z

        
e

        
[

        
A

        
]

        
]

        
←

        

        
x

      

    

    
{\displaystyle A[heap\_size[A]]\gets \;x}

  

3 Un_Max_Heapify(
A
,heap_size[A])
```

Максимальний елемент знаходиться в першому елементі купи, тому процедура Maximum реалізується тривіально:
```
Maximum(
A
)
1 
if
 heap_size[A] = 0
2    
then
 Помилка "Черга пуста"
3    
else return
 A[1]
```

В процедурі Extract_Max розмір купи зменшується на 1, останній елемент записується на місце першого (при цьому порушується властивість купи). Властивість купи відновлюється процедурою Max_Heapify.
```
Extract_Max(
A
)
1 
if
 heap_size[A] = 0
2    
then
 Помилка "Черга пуста"
3 

  

    

      

        
m

        
a

        
x

        
←

        

        
A

        
[

        
1

        
]

      

    

    
{\displaystyle max\gets \;A[1]}

  

4 

  

    

      

        
A

        
[

        
1

        
]

        
←

        

        
A

        
[

        
h

        
e

        
a

        
p

        
_

        
s

        
i

        
z

        
e

        
[

        
A

        
]

        
]

      

    

    
{\displaystyle A[1]\gets \;A[heap\_size[A]]}

  

5 

  

    

      

        
h

        
e

        
a

        
p

        
_

        
s

        
i

        
z

        
e

        
[

        
A

        
]

        
←

        

        
h

        
e

        
a

        
p

        
_

        
s

        
i

        
z

        
e

        
[

        
A

        
]

        
−

        
1

      

    

    
{\displaystyle heap\_size[A]\gets \;heap\_size[A]-1}

  

6 
if
 heap_size[A] > 0
7    
then
 Max_Heapify(
A
,1)
8 
return
 
max
```

У процедурі Change_Key можливі три варіанти:
1. ключ елемента збільшився
2. ключ елемента зменшився
3. ключ елемента не змінився

В залежності від варіанту властивість купи після зміни ключа треба відновлювати або процедурою Un_Max_Heapify або процедурою Max_Heapify:
```
Change_Key(
A
,
i
,
k
)

1 

  

    

      

        
o

        
l

        
d

        
_

        
k

        
e

        
y

        
←

        

        
A

        
[

        
i

        
]

      

    

    
{\displaystyle old\_key\gets \;A[i]}

  

2 

  

    

      

        
A

        
[

        
i

        
]

        
←

        

        
k

      

    

    
{\displaystyle A[i]\gets \;k}

  

3 
if
 k>old_key
4     
then
 Un_Max_Heapify(
A
,
i
)
5     
elseif
 k < old_key
6            Max_Heapify(
A
,
i
)
```

### Асимптотична складність операцій
Процедура Maximum виконується за {\displaystyle {\mathit {O(1)}}}, процедури Insert, Extract_Max, Change_Key виконуються за {\displaystyle {\mathit {O(\log _{2}n)}}}.